# Orest Lewyzkyj

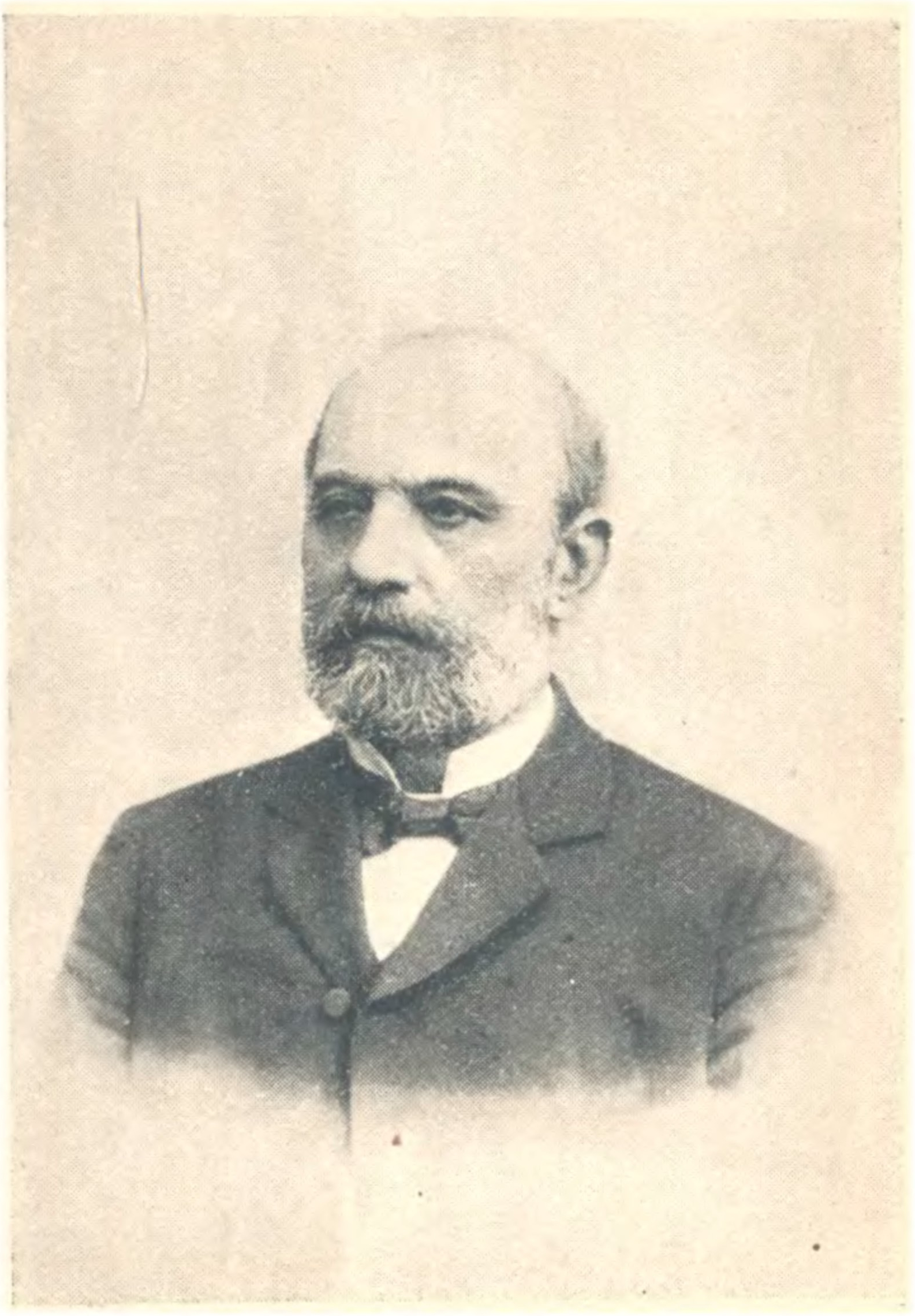
Orest Lewyzkyj in den 1860er Jahren

Orest Iwanowytsch Lewyzkyj (* 25. Dezember 1848jul. / 6. Januar 1849greg. in Majatschka, Gouvernement Poltawa, Russisches Kaiserreich; † 9. Mai 1922 in Drabiw, Oblast Tscherkassy, Ukrainische SSR) war ein ukrainischer Historiker, Ethnologe und Schriftsteller. Er war 1922 Präsident der Ukrainischen Akademie der Wissenschaften.

## Leben
Orest Lewyzkyj wurde als Sohn eines Diakons in eine alte Priesterfamilie hineingeboren. Zwischen 1859 und 1869 besuchte er zuerst eine orthodoxe Schule und danach das Theologische Seminar in Poltawa. Als bester Schüler wurde ihm empfohlen an der Theologischen Akademie zu studieren, er entschied sich jedoch für ein Jurastudium an der St. Wladimir-Universität und daran anschließend an einem Geschichtsstudium an der historisch-philologischen Fakultät der Universität, dass er 1874 abschloss. Im Anschluss an sein Studium arbeitete er als Lehrer einer weiterführenden Schule in Kiew, war Mitglied einiger wissenschaftlichen Gesellschaften in der Ukraine und recherchierte und veröffentlichte Archivmaterialien über die ukrainische Geschichte des 16. bis 18. Jahrhunderts.
Im November 1918 gehörte er zu den Gründern der Ukrainischen Akademie der Wissenschaften und war zunächst Sekretär und ab 1920 Vorsitzender der Sozio-ökonomischen Abteilung der Akademie. Vom 19. Dezember 1919 an war er Vizepräsident und ab 27. März 1922 Präsident der Ukrainischen Akademie der Wissenschaften.
Orest Lewyzkyj starb 73-jährig im Dorf Drabiw in der heutigen Oblast Tscherkassy und wurde auch dort beerdigt.
Er war Autor von über 200 wissenschaftlichen Arbeiten über Geschichte, Recht und Ethnographie der Ukraine des 16.- bis 19. Jahrhunderts.